# Todd Fuller
Todd Douglas Fuller (ur. 25 lipca 1974 we Fayetteville) – amerykański koszykarz, występujący na pozycji środkowego.
W 1992 został wybrany najlepszym koszykarzem szkół średnich stanu Karolina Północna (North Carolina Mr. Basketball).
W styczniu 2003 został zawodnikiem Prokomu Trefla Sopot.
Po zakończeniu kariery zawodniczej pracował jako nauczyciel matematyki.
Posiada licencję pilota.

## Osiągnięcia
Na podstawie, o ile nie zaznaczono inaczej.
NCAA
- Sportowiec Roku NCAA Academic All-America (1996)
- Koszykarz Roku Academic All-America (1996)
- Zaliczony do:
  - I składu ACC (1996)
  - II składu ACC (1995)
  - III składu ACC (1994)
- Lider ACC w:
  - średniej punktów (20,9 – 1996)
  - liczbie:
    - celnych rzutów wolnych (183 – 1996)
    - oddanych rzutów:
      - za 2 punkty (402 – 1996)
      - wolnych (229 – 1996)

Drużynowe
- Wicemistrz:
  - FIBA EuroCup Challenge (2003)
  - Polski (2003)